# Carsten Embach
Carsten Embach (n. 12 octombrie 1968, Stralsund, Republica Democrată Germană, Germania) este un bober ce a reprezentat Germania, medaliat olimpic. A participat la 2 ediții ale Jocurilor Olimpice (1994, 2002) în care a câștigat o medalie de aur și o medalie de bronz.